# Équipe d'Allemagne de l'Est de football en 1990
Il s'agit des matchs de la sélection est-allemande au cours de l'année 1990. Sept matchs se déroulent durant cette année-là, alors que l'Allemagne est en plein processus de réunification et que les jours de la sélection est-allemande sont comptés. L'équipe de RDA dispute le dernier match de son histoire contre la Belgique le 12 septembre, trente-huit ans après le premier contre le Pologne en 1952.

## Matchs et résultats
| Match amical (Tournoi du Koweït (1990))     | Allemagne de l'Est | 0 – 3   | France                         | Koweït (ville)                                             |                                                            |
| 24 janvier 1990 · Historique des rencontres |                    | (0 - 2) | 2e 23e Cantona · 73e Deschamps | Spectateurs : 1 500 Arbitrage : Hassan Al-Moussa ( Koweït) | Spectateurs : 1 500 Arbitrage : Hassan Al-Moussa ( Koweït) |

| Match amical (Tournoi du Koweït (1990))     | Koweït       | 1 – 2   | Allemagne de l'Est | Koweït (ville)                                            |                                                           |
| 26 janvier 1990 · Historique des rencontres | Suleiman 89e | (0 - 1) | 26e 59e Wuckel     | Spectateurs : 4 000 Arbitrage : Rahdi Al Haddad ( Koweït) | Spectateurs : 4 000 Arbitrage : Rahdi Al Haddad ( Koweït) |

| Match amical                               | Allemagne de l'Est  | 3 – 2   | États-Unis              | Sportsforum, Berlin                                               |                                                                   |
| 1er avril 1990 · Historique des rencontres | Kirsten 17e 31e 66e | (2 - 1) | 41e Vermes · 86e Murray | Spectateurs : 4 000 Arbitrage : M. Wiesel ( Allemagne de l'Ouest) | Spectateurs : 4 000 Arbitrage : M. Wiesel ( Allemagne de l'Ouest) |

| Match amical                              | Allemagne de l'Est       | 2 – 0   | Égypte | Ernst-Thälmann-Stadium, Karl-Marx-Stadt              |                                                      |
| 11 avril 1990 · Historique des rencontres | Peschke 32e · Sammer 41e | (2 - 0) |        | Spectateurs : 1 000 Arbitrage : M. Nervig ( Norvège) | Spectateurs : 1 000 Arbitrage : M. Nervig ( Norvège) |

| Match amical                              | Écosse | 0 – 1   | Allemagne de l'Est | Hampden Park, Glasgow                                     |                                                           |
| 30 avril 1990 · Historique des rencontres |        | (0 - 0) | 72e (pen.) Doll    | Spectateurs : 22 000 Arbitrage : M. Midgley ( Angleterre) | Spectateurs : 22 000 Arbitrage : M. Midgley ( Angleterre) |

| Match amical                            | Brésil                              | 3 – 3   | Allemagne de l'Est                   | Estadio Maracana, Rio de Janeiro                             |                                                              |
| 13 mai 1990 · Historique des rencontres | Alemão 43e · Careca 56e · Dunga 84e | (1 - 0) | 48e Doll · 68e Ernst · 90e Steinmann | Spectateurs : 58 898 Arbitrage : Luis Carlos Felix ( Brésil) | Spectateurs : 58 898 Arbitrage : Luis Carlos Felix ( Brésil) |

| Match amical                                  | Belgique | 0 – 2   | Allemagne de l'Est | Stade du Heysel, Bruxelles                                     |                                                                |
| 12 septembre 1990 · Historique des rencontres |          | (0 - 0) | 74e 89e Sammer     | Spectateurs : 10 000 Arbitrage : John Blankenstein ( Pays-Bas) | Spectateurs : 10 000 Arbitrage : John Blankenstein ( Pays-Bas) |